# Montigny-lès-Metz

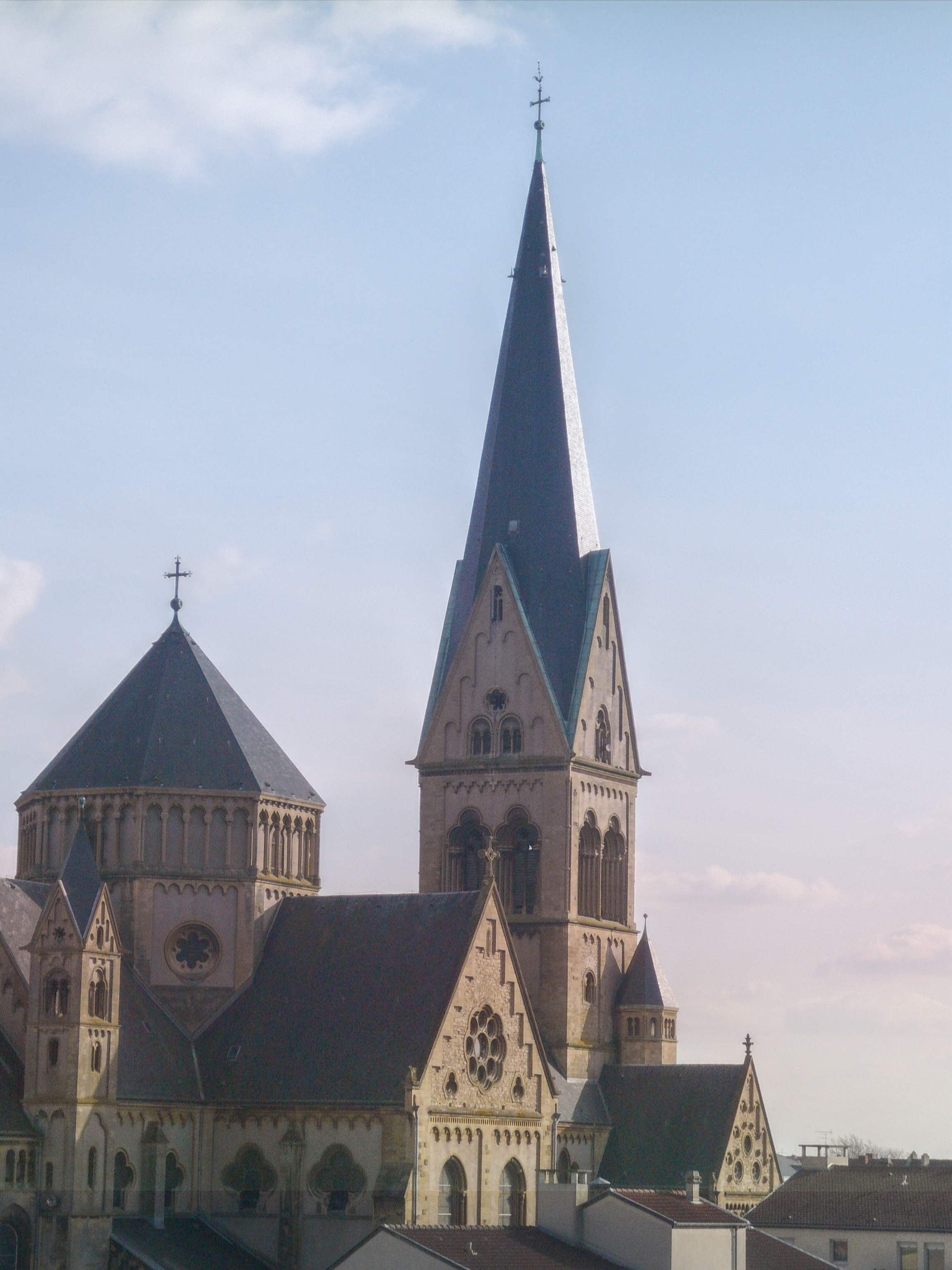
Katholische Pfarrkirche St. Joseph von Ludwig Becker

Montigny südwestlich der Stadt Metz auf einem Plan der Umgebung von Metz um 1900

Montigny-lès-Metz (dt. Montigny bei Metz, von 1915 bis 1918 Monteningen, von 1940 bis 1944 Montenich) ist eine französische Stadt im Département Moselle in der Region Grand Est (bis 2015 Lothringen). Mit 21.869 Einwohnern (Stand 1. Januar 2022) ist Montigny nach Metz und Thionville die drittgrößte der 725 Kommunen im Département Moselle.
Die Einwohner nennen sich Montigniens.

## Geographische Lage
Die Gemeinde liegt unmittelbar südwestlich von Metz auf einer Höhe von 180 m über dem Meeresspiegel. Der alte Ortskern befindet sich rechts der Mosel, der südwestlich anschließende Ortsteil Saint-Privat ist vom Ortskern durch die Bahnlinie Metz-Nancy getrennt. Montigny, das zusammen mit anderen umliegenden Gemeinden und der Stadt Metz ein geschlossenes Siedlungsgebiet bildet, hat den Charakter einer Wohnstadt im Grünen.

## Geschichte
Der Ursprung des Namens Montigny stammt vermutlich aus zwei lateinischen Wörtern: „Mons“ (Berg) und „ignis“ (Feuer). Daraus wird geschlossen, dass dieser „Feuerberg“, diese „brennende Höhe“ von den keltischen Galliern so genannt wurde, da sie Anhöhen zum Abbrennen von Signalfeuern benutzten, um von einem Dorf zum anderen zu korrespondieren. Das Dorf gehörte früher zum Bistum Metz.
Durch den Frankfurter Frieden vom 10. Mai 1871 kam die Region an das deutsche Reichsland Elsaß-Lothringen, und Montigny wurde dem Landkreis Metz im Bezirk Lothringen zugeordnet.

Nachdem Metz 1850 an das Eisenbahnnetz angeschlossen worden war, war in Montigny-lès-Metz ein erstes Bahnbetriebswerk der Compagnie des Chemins de Fer de l’Est entstanden; ab 1872 wurden dessen Aufgaben zu einem erheblichen Teil in das neu entstehende Bahnbetriebswerk Metz-Sablon verlagert.
Nach dem Ersten Weltkrieg musste die Region aufgrund der Bestimmungen des Versailler Vertrags 1919 an Frankreich abgetreten werden und wurde Teil des Département Moselle.
Im Zweiten Weltkrieg war die Region von der deutschen Wehrmacht besetzt und stand unter deutscher Verwaltung. Am 10. September 1940 wurde Montigny-lès-Metz zusammen mit den Metzer Umlandgemeinden Longeville-lès-Metz, Le Ban-Saint-Martin, Saint-Julien-lès-Metz, Vallières, Borny, La Maxe, Magny, Moulins, Plappeville, Scy-Chazelles, Sainte-Ruffine sowie Woippy in das Gemeindegebiet von Metz eingegliedert, um den kriegsbedingten Bevölkerungsverlust auszugleichen und Metz zur Großstadt avancieren zu lassen.
Von 1915 bis 1918 trug Montigny den eingedeutschten Namen Monteningen, der mit seiner -ingen-Endung fälschlicherweise eine spätere fränkische Ortsgründung (Fränkische Landnahme) suggeriert. Zwischen 1940 und 1944 wurde daraufhin die deutsche Ortsbezeichnung angepasst. Der neue Ortsname Montenich sollte mit seiner „-ich-Endung“ (vgl. Jülich, Zülpich, Sinzig, Merzig) an eine frühere keltische bzw. gallo-römische Gründung erinnern.

### Demographie
| Jahr | Einwohnerzahl | Anmerkungen |
| ---- | ------------- | --- |
| 1871 | 2813          | auf einer Fläche von 634 ha in 311 Gebäuden, darunter 215 Evangelische und 47 Israeliten                                            |
| 1890 | 3953          | [ 7 ] |
| 1905 | 12.079        | [ 7 ] |
| 1910 | 14.017        | davon 9213 Katholiken, 4685 Evangelische und 61 Juden; 1842 mit französischer Muttersprache und 343 mit italienischer Muttersprache |

| Jahr      | 1962   | 1968   | 1975   | 1982   | 1990   | 1999   | 2007   | 2019   | 2020   |
| Einwohner | 22.388 | 24.520 | 24.519 | 22.114 | 21.983 | 23.426 | 22.585 | 21.879 | 21.788 |

### Wappen
Das Wappen wurde Montigny durch den Präfekten des Mosel-Departements am 28. Juli 1949 verliehen.
Blasonierung: Das Wappen ist dreigeteilt. Heraldisch rechts ragt auf rotem Grund aus einer silberfarbenen Wolke ein blaugewandeter rechter Arm, in dessen Hand ein silbernes Schwert mit goldenem Griffstück aufrecht gehalten wird. Die Schwertschneide wird flankiert von zwei goldenen Steinen. Heraldisch links oben ist auf weißem Grund ein goldenes Jerusalemkreuz zu sehen. Heraldisch links unten verläuft ein waagerechtes silbernes Band auf rotem Grund. Über dem silbernen Band erscheint auf rotem Grund eine goldene Rose.
Erklärung: Die drei Wappenteile repräsentieren die mittelalterliche Geschichte von Montigny:
- Im Mittelalter unterstand Montigny dem Bischof von Metz. Die beiden goldenen Steine erinnern an den Hauptpatron des Bistums Metz, den heiligen Stephanus, der als erster Märtyrer des Christentums gesteinigt wurde. Die Hand mit dem Schwert verweist auf den Märtyrertod durch Enthauptung des Apostels Paulus von Tarsus, den zweiten Patron des Bistums Metz und den Schutzpatron des Metzer Domkapitels. Der rote Grund symbolisiert das für den Glauben vergossene Blut der beiden Märtyrer.
- Da der Templerorden in Montigny Besitzungen hatte, die nach seiner Unterdrückung 1312 an die Johanniter übergingen, sind beide Kreuzritterorden im Wappen durch das Jerusalemkreuz repräsentiert. Das Jerusalemkreuz wurde erstmals 1099 vom Kreuzritter Gottfried von Bouillon als Wappen verwendet. Er war seit 1089 Herzog von Niederlothringen und einer der Anführer des ersten Kreuzzugs. Gottfried gründete das Königreich Jerusalem und trug als sein Regent den Titel „Beschützer des Heiligen Grabes“. Er machte das Wappen des Herzogtums Bouillon, das belgische Kruckenkreuz mit vier zusätzlichen griechischen Kreuzen, zum Symbol und Staatswappen des Königreichs Jerusalem.
- Die Herren von Waibelskirchen, die zeitweilig die Herrschaft innehatten, sind mit ihrem Wappen, der Silberbinde auf rotem Grund mit Rose vertreten.[9]

Die untere Spitze des Wappenschildes wird zuweilen durch den Orden „Croix de guerre 1939-1945“ (Kriegskreuz 1939–1945) ergänzt. Diese Wappenergänzung wurde Montigny am 11. November 1948 vom französischen Verteidigungsminister verliehen.

## Kultur und Sehenswürdigkeiten

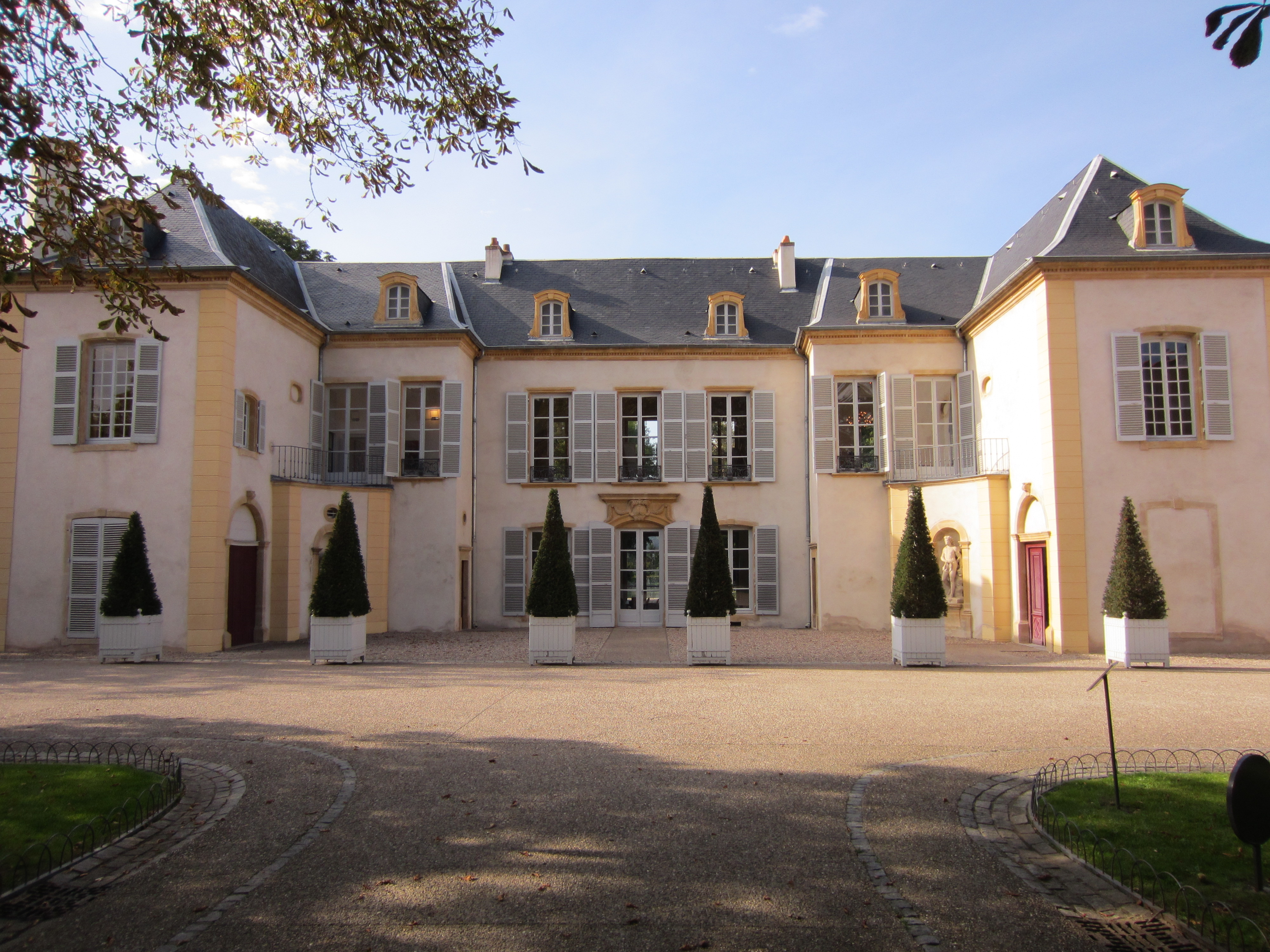
Schloss Courcelles
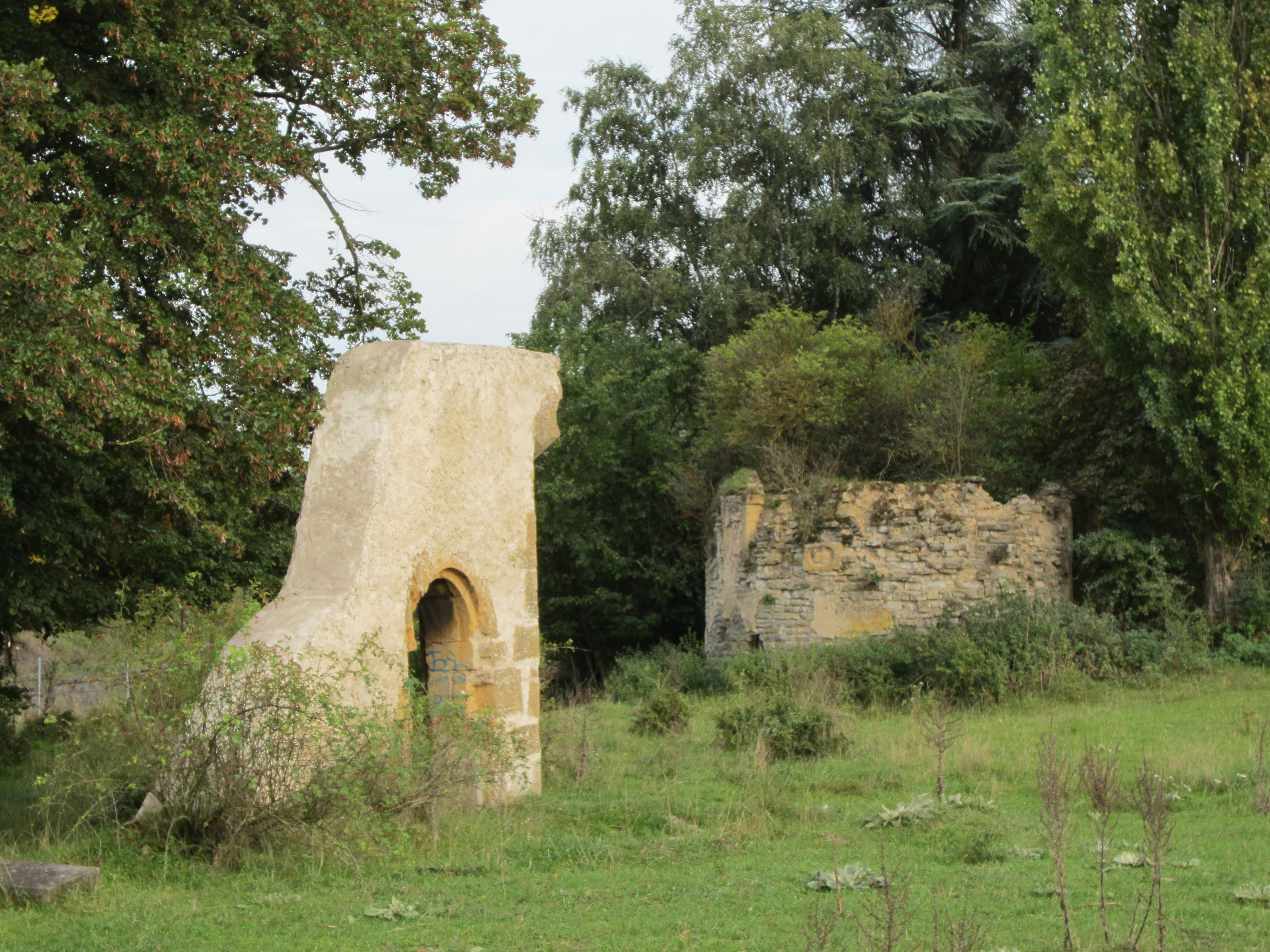
Schloss Horgne
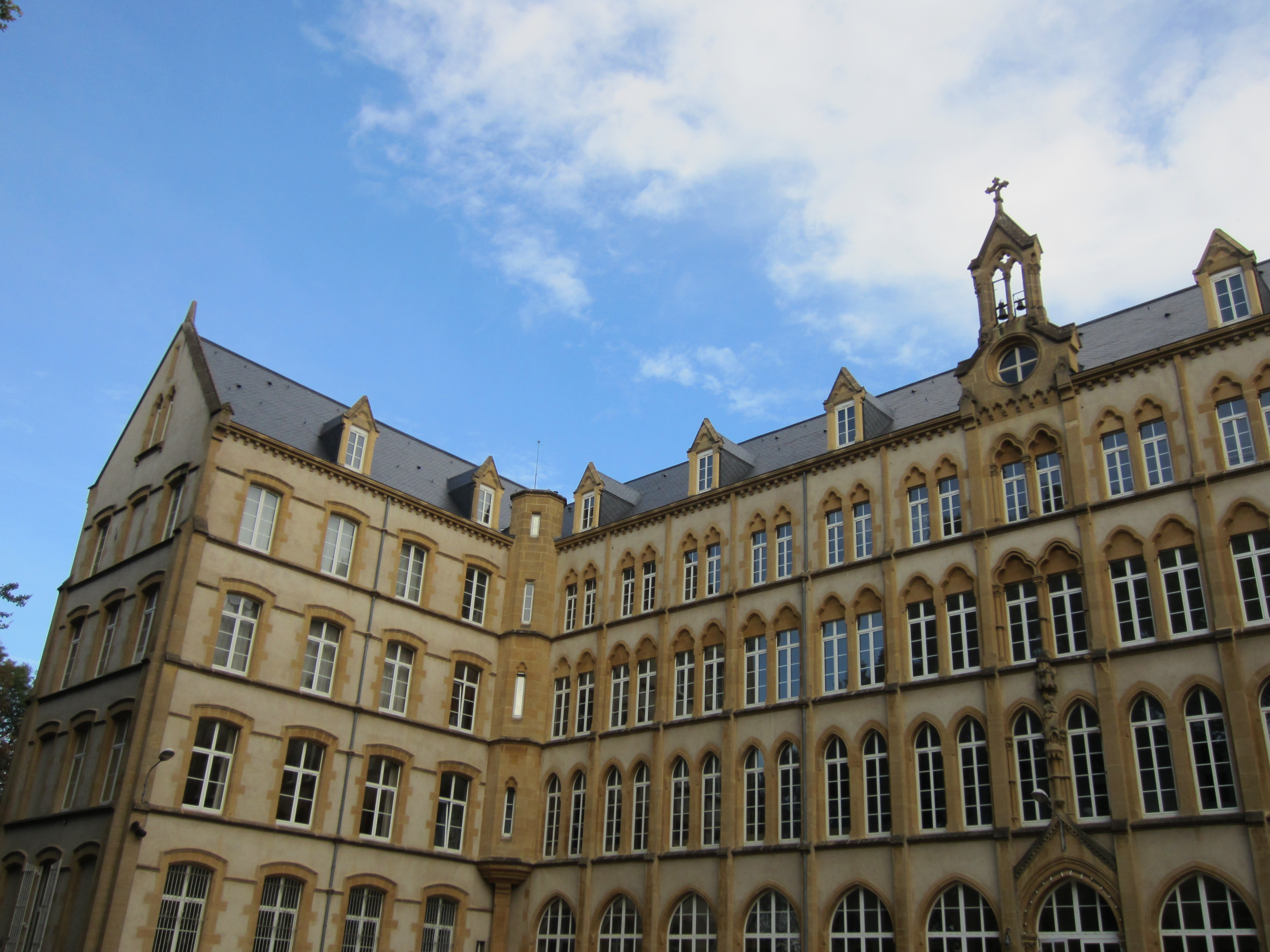
Heiligkreuz-Konvent
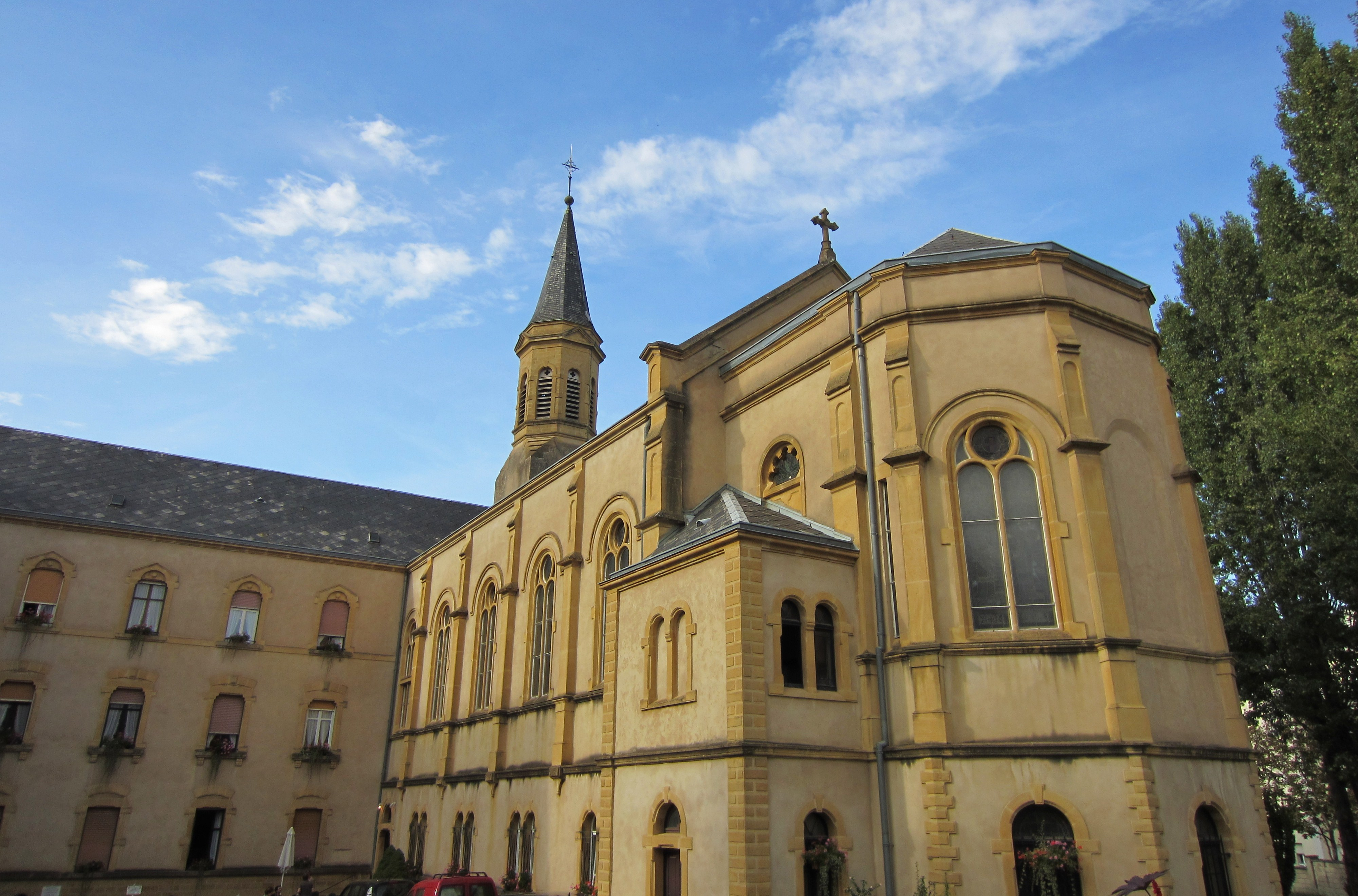
Kapelle der Heiligen Familie und Seniorenheim

Im November 2021 wurden vier Stolpersteine in Montigny-lès-Metz verlegt, sie erinnern an Opfer der NS-Besatzung, die in den Jahren 1942 bis 1945 ums Leben gebracht wurden.

## Persönlichkeiten
- Joseph Alois Bach (1838–1912), ehemaliger päpstlicher Zuavenoffizier, geadelter Komtur des Piusordens, lebte und starb hier; er wurde auf dem Gemeindefriedhof bestattet
- Emil Felden (1874–1959), deutscher evangelischer Theologe und Schriftsteller
- Max Kirsch (1893–1963), „Fremdenlegionär Kirsch“, Ingenieur, Abenteurer
- Joachim-Friedrich Lang (1899–1945), deutscher Offizier im Zweiten Weltkrieg
- Kurt Caesar (1906–1974), deutsch-italienischer Jazz- und Unterhaltungsmusiker sowie Comiczeichner
- Walter Königsdorfer (1907–2006), deutscher Jurist und Politiker (CSU)
- Egon von Tresckow (1907–1952), deutscher Trickfilmzeichner, Illustrator, Comiczeichner und Karikaturist
- Johannes Mühlenkamp (1910–1986), deutscher Offizier im Zweiten Weltkrieg
- Kurt A. Mautz (1911–2000), deutscher Literaturwissenschaftler und Schriftsteller
- Wolf Ackva (1911–2000), deutscher Schauspieler
- Kiliann Sildillia (* 2002), Fußballspieler

## Belege
1. ↑  Populations légales 2020 − Ces données sont disponibles sur toutes les communes de France hors Mayotte | Insee. Abgerufen am 25. Oktober 2023.
2. 1 2  Quelques mots d'Histoire. Montigny-lès-Metz, archiviert vom Original (nicht mehr online verfügbar) am 25. Februar 2020; abgerufen am 21. März 2020 (französisch).  Info: Der Archivlink wurde automatisch eingesetzt und noch nicht geprüft. Bitte prüfe Original- und Archivlink gemäß Anleitung und entferne dann diesen Hinweis.
3. 1 2 3  Eugen H. Th. Huhn: Deutsch-Lothringen. Landes-, Volks- und Ortskunde, Stuttgart 1875, S. 270  (books.google.de).
4. ↑  Jean Buchmann, Jean-Marc Dupuy, Andreas Knipping, Hans-Jürgen Wenzel: Eisenbahngeschichte Elsass-Lothringen. EK-Verlag, Freiburg 2021. ISBN 978-3-8446-6429-4, S. 195.
5. ↑  Christian Fauvel: Metz 1940–1950. De la tourmente au renouveau. Metz 2017, S. 56.
6. ↑  Georg Lang (Hrsg.): Der Regierungs-Bezirk Lothringen. Statistisch-topographisches Handbuch, Verwaltungs-Schematismus und Adressbuch, Metz 1874, S. 83.
7. 1 2 3  Michael Rademacher: Deutsche Verwaltungsgeschichte von der Reichseinigung 1871 bis zur Wiedervereinigung 1990. Online-Material zur Dissertation, Osnabrück 2006. In: eirenicon.com. Abgerufen am 10. Mai 2023.
8. ↑  Montigny, Kreis Metz, Lothringen,  in: Meyers Gazetteer, mit Eintrag aus Meyers Orts- und Verkehrslexikon, Ausgabe 1912, sowie einer alten Landkarte der Umgebung von Montigny.
9. ↑  Wappenbeschreibung auf genealogie-lorraine.fr (französisch)
10. ↑  Le Républicain Lorrain: Montigny-lès-Metz. Victimes du nazisme : quatre Stolpersteine seront installés dans la ville, 5. August 2021